# Ericus Rymonius
Ericus Rymonius, född 1628, död 12 december 1677 i Vikingstads församling, Östergötlands län, var en svensk präst.

## Biografi
Ericus Rymonius föddes 1628. Han var son till kyrkoherden Andreas Petri Normolander och Anna Jönsdotter i Hovs församling. Rymonius blev 1649 student vid Uppsala universitet och prästvigdes 26 januari 1655. Han blev 1655 komminister i Viby församling och 1668 kyrkoherde i Vikingstads församling. Den 3 september 1673 blev han kontraktsprost i Valkebo kontrakt. Han avled 1677 i Vikingstads församling.
Rymonius var respondent vid prästmötet 1667.

## Familj
Rymonius gifte sig 1654 med Brita Brask (1626–1703). Hon var dotter till kyrkoherden Johannes Laurentii Brask i Veta församling. De fick tillsammans barnen Catharina Rymonius som första gången var gift med kyrkoherden Nicolaus Follingius i Vikingstads församling och andra gången med kyrkoherden Gabriel Kling i Vikingstads församling, Rebecka Rymonius (död 1743), Anders Rymonius (född 1666), Daniel Rymonius (1670–1671), Jonas Rymonius (född 1672) och Anna Rymonius (död 1725).